# Raorchestes bombayensis
Raorchestes bombayensis es una especie de rana endémica de las Ghats occidentales en la India.
Esta especie se encuentra amenazada de extinción debido a la destrucción de su hábitat natural.